# Tamim ben Hamad Al Thani
Pour les articles homonymes, voir Al Thani.
Ne doit pas être confondu avec Tamim al-Dari.
 (février 2023).
L'article doit être relu — et modifié si nécessaire — par des contributeurs indépendants pour apporter un regard critique aux contributions effectuées en violation des conditions d'utilisation de Wikipédia, tant sur la forme (notamment concernant le style encyclopédique, la proportionnalité) que sur le fond (la neutralité de point de vue, la qualité et l'indépendance des sources).
Tamim ben Hamad Al Thani (en arabe : الشيخ تميم بن حمد آل ثاني), né le 3 juin 1980 à Doha, est l'émir du Qatar depuis le 25 juin 2013, date de l'abdication de son père Hamad ben Khalifa Al Thani.
Le Qatar étant un régime autoritaire, Tamim en détient tous les pouvoirs exécutifs et législatifs. Les partis politiques y sont interdits et les élections ne sont ni libres ni équitables.
Par son implication dans des événements tels que l'organisation de la Coupe du monde de football 2022 et le rachat du Paris Saint-Germain Football Club, il s'efforce de promouvoir l'image du Qatar dans le monde.
Issu de la dynastie Al Thani, à la tête du Qatar depuis le milieu du XIXe siècle, Tamim est en 2021 le sixième plus riche souverain du monde, d'après le magazine américain Forbes, avec une fortune estimée à près de 2,5 milliards de dollars,.

## Biographie

### Ascendance
Tamim bin Hamad Al Thani est le quatrième fils de Hamad ben Khalifa Al Thani, le précédent émir du pays, et le deuxième que celui-ci a eu de sa deuxième épouse, Moza bint Nasser al-Missned.

### Formation et intérêt pour le sport
Après son éducation primaire et secondaire à Doha, le cheikh Tamim a étudié à la section internationale de la Sherborne School au Royaume-Uni, et à la Harrow School où il a obtenu son A-level en 1997. Il a poursuivi ses études supérieures à l'Académie royale militaire de Sandhurst au Royaume-Uni, dont il est sorti diplômé en 1998.
Après l’obtention de son diplôme, il rejoint les forces armées du Qatar, où il termine ses études militaires et académiques par une expérience pratique sur le terrain.
Tamim Al Thani est nommé sous-lieutenant des forces armées du Qatar à sa sortie de Sandhurst. Depuis qu'il est devenu l'héritier présomptif du trône du Qatar, le 5 août 2003, il se prépare à reprendre les commandes du pays en occupant des postes stratégiques dans les domaines de la sécurité et de l'économie. Il est ainsi nommé commandant adjoint des forces armées du Qatar le 5 août 2003.
Passionné de sport, Tamim Al Thani participe adolescent à des tournois régionaux de tennis (comme Nasser al-Khelaïfi). Président du Comité national olympique du Qatar depuis 2000 et membre du Comité international olympique (CIO) depuis 2002, il préside le comité d'organisation des XVes Jeux asiatiques en 2006.
Aussi passionné de football, il supporte Manchester United et le Paris Saint-Germain depuis son enfance,. Le 6 mars 2012, il devient l'unique actionnaire du PSG, par le rachat des 30 % de parts restantes à Colony Capital à travers le Qatar Investment Authority qu'il dirige. Il en suit tous les matchs et s'implique personnellement dans les choix sportifs.
Il pratique le tennis, la fauconnerie et des sports traditionnels du pays.
Comme son père avant lui, il apprécie la culture et le mode de vie de la France, où il possède deux résidences et séjourne plusieurs semaines dans l'année. Outre l'arabe, il parle couramment anglais et français.

### Prince héritier et accession au trône
Le 5 août 2003, Tamim est désigné comme héritier apparent de l'émirat au détriment de son frère aîné Jassem ben Hamad Al Thani (en) après que celui-ci eut renoncé à ses droits au trône, et devient commandant en chef adjoint des forces armées.
Tamim détient d'importantes participations dans la banque Barclays, la chaine de supermarchés britannique Sainsbury's et le magasin de luxe Londonien Harrods, ainsi que 95 % des parts du quatrième plus haut bâtiment d'Europe, The Shard, un gratte-ciel situé à Londres.
En 2007, il instaure le Qatar National Day (en), fête nationale fixée au 18 décembre et qui commémore l'accession au trône en 1878 du fils du premier dirigeant du Qatar Mohammed ben Thani, le cheikh Jassem (en), considéré comme le fondateur du pays pour avoir unifié les différentes tribus et obtenu son autonomie par rapport aux puissances britanniques, ottomanes et arabes environnantes.
Il est également à l'origine du National Sports Day (en), qui souligne l'importance du sport pour l'individu et la société et se tient le deuxième mardi de février depuis 2012.
Le 25 juin 2013, son père, l'émir Hamad ben Khalifa Al Thani, de santé fragile, après avoir progressivement préparé sa succession en l’impliquant dans les dossiers les plus importants, annonce son abdication en sa faveur, lors d’un discours adressé au peuple qatarien où il prête serment d’allégeance au nouvel émir. Le cheikh Hamad avait pris le pouvoir à 43 ans, en 1995, en renversant son père, l'émir Khalifa ben Hamad Al Thani.
Le cheikh Tamim devient alors, à 33 ans, le plus jeune chef d'État du monde arabe.

### Règne
En 2017, une crise diplomatique secoue les pays du Golfe après des propos conciliants attribués à l'émir du Qatar envers l'Iran,,,,. Bien que l'émir Tamim ben Hamad Al Thani ait démenti avoir formulé de telles déclarations, l'Arabie saoudite, les Émirats arabes unis, l'Égypte, Bahreïn, le gouvernement yéménite d'Abdrabbo Mansour Hadi, le gouvernement libyen de Tobrouk, la Mauritanie, les Maldives annoncent le 5 juin 2017 la rupture de leurs relations diplomatiques avec le Qatar, en l'accusant de soutenir pêle-mêle « les Houthis, [...] les Frères musulmans, Daech et Al-Qaïda »,,,,,.
L'émir du Qatar a nié tout lien entre son pays et les Frères musulmans, soulignant que Doha s'engage avec les pays et les gouvernements, pas les partis politiques. Dans une interview avec le journal français «Le Point», il a abordé les critiques récurrentes concernant les prétendues liens du Qatar avec les Frères musulmans. Il a déclaré: «Cette relation n'existe pas et il n'y a pas de membres actifs des Frères musulmans ou de groupes connexes sur le sol qatarien.»

## Mariages et descendance
Tamim ben Hamad a trois épouses et treize enfants : sept garçons et six filles, qui portent le prédicat d'altesse.
Sa première épouse, Jawaher bint Hamad Al Thani (et cousine au deuxième degré), a donné naissance à deux garçons et deux filles :
1. Al Mayassa bint Tamim Al Thani (née le 15 janvier 2006)
2. Hamad ben Tamim Al Thani (né le 20 octobre 2008)
3. Aisha bint Tamim Al Thani (née le 24 août 2010)
4. Jassim ben Tamim Al Thani (né le 12 juin 2012)

Sa deuxième épouse, Sheikha Al-Anoud bint Mana Al Hajri, a donné naissance à trois filles et deux garçons :
1. Nayla bint Tamim Al Thani (née le 27 mai 2010)
2. Abdallah ben Tamim Al Thani (né le 29 septembre 2012)
3. Rodha bint Tamim Al Thani (née en janvier 2014)
4. Al-Qaqa ben Tamim Al Thani (né le 3 octobre 2015)
5. Moza bint Tamim Al Thani (née le 19 mai 2018)

Sa troisième épouse, Noora bint Hathal Al Dosari, a donné naissance à trois garçons et une fille :
1. Joaan ben Tamim Al Thani (né le 27 mars 2015)
2. Mohammed ben Tamim Al Thani (né le 17 juin 2017)
3. Fahd ben Tamim Al Thani (né le 16 juin 2018)
4. Hind bint Tamim Al Thani (née le 5 février 2020)

## Relations étrangères
En octobre 2021, les Pandora Papers révèlent que Tamim ben Hamad  aurait des liens avec au moins deux sociétés d'investissement immobilier au Royaume-Uni, enregistrées dans les Îles Vierges britanniques et décrivent des montages offshore élaborés dans lesquels sa mère Moza bint Nasser aurait acheté des propriétés à Londres pour 187 millions de livres. Il n'est pas clair si ces achats impliquaient l'évasion fiscale. Le gouvernement qatarien n'a pas répondu aux demandes de renseignements concernant les sociétés d'investissement immobilier britanniques.
Une déclaration conjointe le 8 août 2024 a été publiée par le président égyptien Abdel Fattah al-Sissi, le président américain Joe Biden, et l'émir du Qatar, Cheikh Tamim, exhortant une fin immédiate à la souffrance des résidents de la bande de Gaza.
Le 2 octobre 2024, Cheikh Tamim ben Hamad Al Thani a lancé un appel à la communauté internationale pour intervenir dans le conflit en cours entre Israël et le Liban et Gaza. Il a souligné la nécessité d'une action immédiate pour arrêter l'agression israélienne et a réitéré l'engagement du Qatar envers les efforts de médiation pour mettre fin au conflit à Gaza, qui a été sous un siège prolongé,,.

## Décorations
- Collier de l'ordre du Cheikh Issa ben Salmane Al Khalifa (en) ( Bahreïn, 2016)[38]
- Collier de l'ordre national de la Croix du Sud ( Brésil, 21 novembre 2021)[39]
- Grand-croix de l'ordre du Roi Tomislav ( Croatie, 23 avril 2017)[40]
- Collier de l'ordre de Zayed ( Émirats arabes unis, 2005)[41]
- Collier de l’ordre d'Isabelle la Catholique ( Espagne, 10 mai 2022)[42]
- Collier de l'ordre du Mérite national d'Équateur (en) ( Équateur, 30 octobre 2018)[43]
- Grand officier de la Légion d’honneur ( France, 4 février 2010)[41]
- Grand cordon de l'ordre de l'aigle royal (en) ( Kazakhstan, 12 octobre 2022)
- Première classe l'ordre de l'Amitié ( Kazakhstan, 9 février 2015)
- Collier de l'ordre de Mubarak le Grand (en) ( Koweït, 26 juin 2013)[44]
- Collier de l'ordre d'Oman ( Oman, 22 novembre 2021)[45]
- Grand cordon du Nishan-e-Imtiaz (en) ( Pakistan, 23 juin 2019)[46]
- Grand-croix de l'ordre du Soleil ( Pérou, 23 février 2014)[47]
- Chevalier de l'ordre de l'Aigle blanc ( Pologne, 5 juillet 2024)[48]
- Grand-croix honoraire de l'ordre du Bain ( Royaume-Uni, 3 décembre 2024)[49]
- Première classe de l'ordre de Nila Utama (en) ( Singapour, 16 mars 2009)
- Collier de l’ordre des Deux Nils ( Soudan, 2 avril 2014)[50]
- Grand-croix de l'ordre national du Tchad ( Tchad, 12 août 2022)[39]
- Grand cordon de l'ordre de la République ( Tunisie, 3 avril 2014)[51]